# Christina Klein
Pour les articles homonymes, voir Klein.
Christina Klein  est une gardienne internationale allemande de rink hockey née le 28 avril 1975.  

## Palmarès
En 2016, elle participe au championnat du monde. Il s'agit de son 10e mondial, ce qui en fait la joueuse ayant participé au plus grand nombre de mondiaux en 2016. 